# 森彰英
森 彰英（もり あきひで、1936年8月9日 - ）は、日本のノンフィクション作家。
東京都生まれ。東京都立大学卒。広告会社、光文社の編集者を経て1969年独立、以降フリーで取材執筆活動を続けている。1998年『行動する異端』で開高健賞優秀作となる。最近の関心領域は都市・交通、出版メディア、人物ノンフィクションなど。

## 著書
- かくれ湯の旅 水いらずで楽しむ山のいで湯 サンケイ新聞出版局 1973 (ディスカバー・ジャパン・ブックス)
- 銀行管理の内幕 見捨てられる会社・救われる会社 日新報道 1978.3
- 上手な生命保険の利用法 これだけは知っておきたい 蒼洋社 1979.7
- トクをする確定申告の書き方 これだけは知っておきたい 蒼洋社 1981.1
- 演歌の海峡 朝鮮海峡をはさんだドキュメント演歌史 少年社 1981.3
- 一歩先んじる発想 一流ビジネスマン120人の成功体験に基づく 日新報道 1982.2
- スキャンダルを超えた女たち デヴィ・スカルノ、オノヨーコ…関根恵子まで 主婦と生活社 1982.6
- 松田野球の哲学 グラウンドは人生の道場だ 広池学園出版部 1983.4
- 親が変われば子も変わる 登校拒否の克服の記録 広池学園出版部 1984.11
- ガリウムひ素最前線 読売新聞社 1985.12 (読売科学選書)
- 阪急・東宝グループの超ノウハウ 西武・東急をしのぐ 講談社 1986.12
- ザ・ジャパニーズブルース 実感的演歌論'80～'88 少年社 1988.12
- 小田急グループの未来戦略 沿線人口1000万人が生み出すビジネス・チャンス 日本能率協会 1988.6
- 東急の文化戦略 総合生活情報産業への野望 日本ソフトバンク出版事業部 1990.1
- 企画をモノにする情報収集術 日本能率協会 1991.3
- スポーツ計時1000分の1秒物語 講談社 1993.5
- 元気を乗せて東武は走る 日本能率協会マネジメントセンター 1995.4
- イベントプロデューサー列伝 事起こしの成算と誤算 日経BP出版センター 1995.9
- 鉄道はメディアの大舞台 交通新聞社 1996.3
- 日本の私鉄なんでも読本 日本能率協会マネジメントセンター 1996.7
- 行動する異端 秦豊吉と丸木砂土 ティビーエス・ブリタニカ 1998.12
- 故郷になってください JR東日本がニッポンの旅を変える 交通新聞社 1999.6
- JR東日本の事業創造 大変身の秘密を解読 日本能率協会マネジメントセンター 2000.6
- 音羽の杜の遺伝子 国民の圧倒的支持をうけたメディアはいかに誕生したか リヨン社・二見書房 2003.5
- 「ディスカバー・ジャパン」の時代 新しい旅を創造した、史上最大のキャンペーン 交通新聞社 2007.2
- 大手私鉄の知恵とチカラ 激動の時代をどう走るか 交通新聞社 2008.6
- ローカル線もうひとつの世界 北辰堂出版 2010.8 (こはるブックス)
- 武智鉄二という藝術 あまりにコンテンポラリーな 水曜社、2010
- 「あしたのジョー」とその時代 北辰堂出版 2016.10

## 共著
- 100万人の通信教育 三橋忠之共著 毎日新聞社 1970
- 国鉄労使虚構の実態 労使の対立・労組の主張から国鉄一家意識・事故の危険性まで国民不在の巨大組織を総点検する 小野寺義一共著 啓明書房 1973
- 陰の主役 日本を動かす17人 有馬将祠共著 行政通信社 1975
- 家電今昔物語 山田正吾（聞書き）三省堂 1983.7